# Rainbow Valley (film)
Rainbow Valley è un film del 1935 diretto da Robert N. Bradbury.
È un film western statunitense con John Wayne, Lucile Browne e George 'Gabby' Hayes.

## Produzione
Il film, diretto da Robert N. Bradbury con il soggetto di Lindsley Parsons, fu prodotto da Paul Malvern per la Lone Star Productions.

## Distribuzione
Il film fu distribuito negli Stati Uniti dal 15 marzo 1935 al cinema dalla Monogram Pictures.
Alcune delle uscite internazionali sono state:
- nel Regno Unito il 9 settembre 1935
- in Spagna (El valle del arco iris)
- in Germania (Im Tal des Regenbogens)
- in Grecia (Stin koilada tou hrysou)